# فوئنتس د بالدپرو
فوئنتس د بالدپرو (به اسپانیایی: Fuentes de Valdepero) یک شهرستان در اسپانیا است که در استان پالنسیا واقع شده‌است.

## خصوصیات
فوئنتس د بالدپرو ۴۲ کیلومترمربع مساحت و ۲۳۲ نفر جمعیت دارد.